# François Henri d'Elbée de La Sablonnière
Pour les articles homonymes, voir D'Elbée et Sablonnière.
François Henri d'Elbée de la Sablonnière, né le 9 février 1730 à Sonchamp (Yvelines), mort le 10 mars 1813 à Stenay (Meuse), est un général de la révolution française.

## États de service
Il entre en service le 1er mai 1743, comme lieutenant dans la milice de Chartres, il est blessé à la bataille de Fontenoy le 11 mai 1745, et il devient cornette au régiment de Penthièvre-cavalerie le 3 septembre 1746. Il est grièvement blessé à la bataille de Rossbach, le 5 novembre 1757.
Il est nommé capitaine le 20 juillet 1761, et il est fait chevalier de Saint-Louis le 12 mars 1763. Il est Capitaine commandant le 8 avril 1782, et chef d’escadron le 6 mai 1788.
Il devient lieutenant-colonel au 10e régiment de chasseurs à cheval le 25 juillet 1791, et il est fait colonel commandant ce régiment le 29 juin 1792.
Il est promu général de brigade à l’armée du Rhin le 8 mars 1793, il est suspendu le 22 septembre 1793. Il est mis à la retraite le 5 avril 1795.
Il meurt le 10 mars 1813 à Stenay.

## Rencontre avec Napoléon
Il rencontre l'Empereur Napoléon en octobre 1804 à Stenay, deux mois avant son sacre. Napoléon passe la nuit du 10 au 11 octobre chez lui. Il racontera sa rencontre avec Napoléon dans son carnet de dix pages.